# Liste der denkmalgeschützten Objekte in St. Georgen bei Grieskirchen
Die Liste der denkmalgeschützten Objekte in Sankt Georgen bei Grieskirchen enthält die denkmalgeschützten, unbeweglichen Objekte der Gemeinde St. Georgen bei Grieskirchen in Oberösterreich (Bezirk Grieskirchen).

## Denkmäler
| Foto  |                 | Denkmal                                                                   | Standort                                                | Beschreibung | Metadaten |
| ----- | --------------- | ------------------------------------------------------------------------- | ------------------------------------------------------- | --- | --- |
| ja    | Datei hochladen | Burgstall Schwabegg HERIS-ID: 65540 Objekt-ID: 78385                      | Flur Schwabegg Standort KG: St. Georgen                 | Burgstall Steinbach ist eine ehemalige Burg, deren Lagestelle sich im heutigen Gemeindegebiet von St. Georgen bei Grieskirchen, nahe der Gemeindegrenze zu Gallspach, in der Ortschaft Schwabegg in Oberösterreich befindet. | BDA-Hist.: Q1015931 Status: Bescheid Stand der BDA-Liste: 2025-06-30 Name: Burgstall Schwabegg GstNr.: 427/2, 427/3, 426, 427/1, 421/3, 428/1, 428/3, 429/2, 420, 421/1, 428/2, 429/1, 421/2, 422/1 |
| ja BW | Datei hochladen | Kath. Pfarrkirche hl. Georg und Friedhof HERIS-ID: 52574 Objekt-ID: 59745 | St.Georgen bei Grieskirchen 18 Standort KG: St. Georgen | Die Pfarrkirche ist ein Bau in Backsteingotik und wurde als Schlosskapelle der Jörger errichtet, einer Familie mit großer Bedeutung in der Region. Im Inneren befindet sich ein neugotischer Flügelaltar. Es gibt viele Grabsteine aus dem 15. bis 17. Jahrhundert. Besonders bemerkenswert sind im alten Chor mit 1544 Georg zu Roith aus Salzburger Marmor mit Relief Jüngstes Gericht und ein Wappenstein 1578. | BDA-Hist.: Q23541883 Status: § 2a Stand der BDA-Liste: 2025-06-30 Name: Kath. Pfarrkirche hl. Georg und Friedhof GstNr.: .30                                                                        |